# Gau Westfalen-Süd

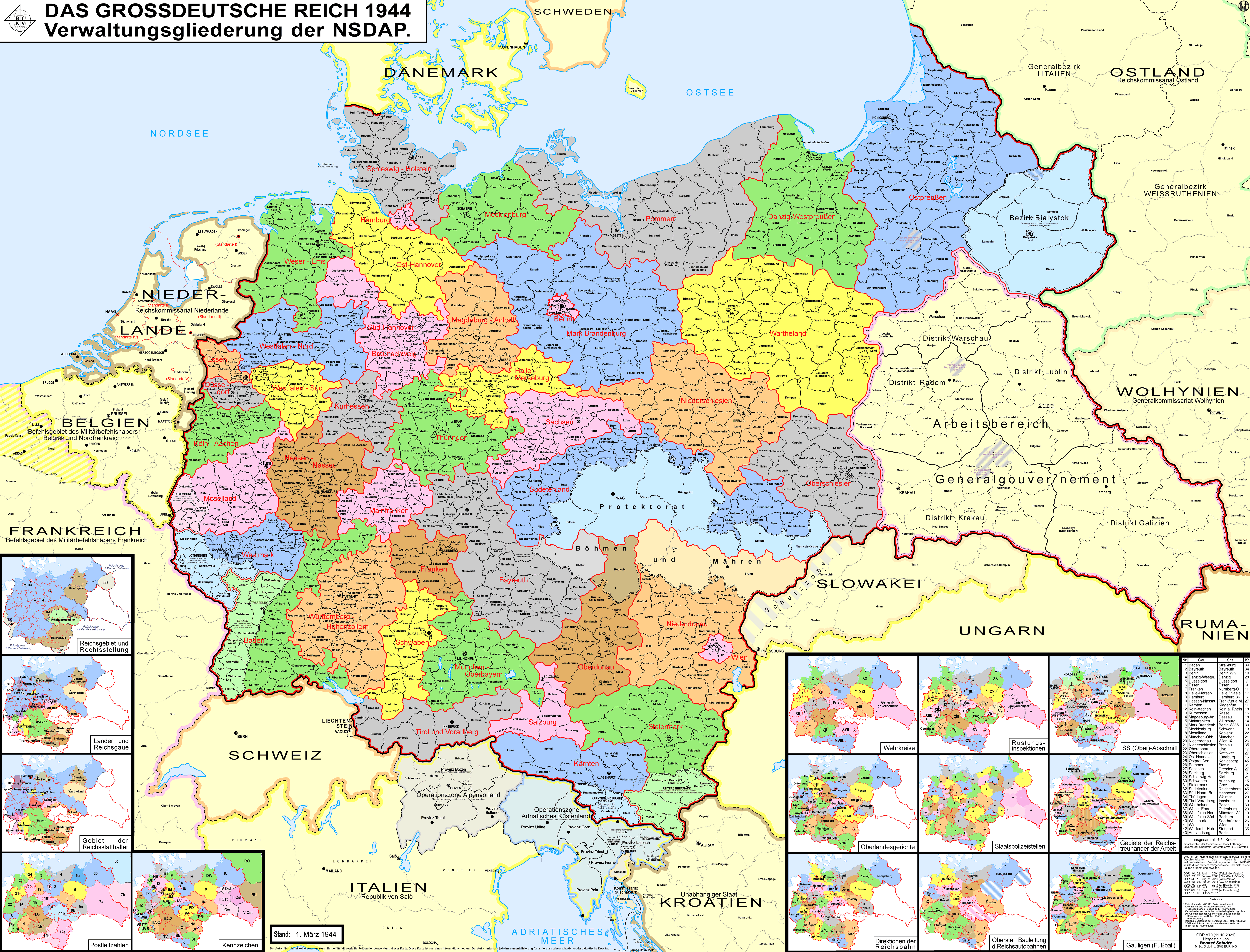
Gaue des Deutschen Reiches 1944

Der Gau Westfalen-Süd war eine territoriale Gliederung der NSDAP. Der Gau existierte von 1931 bis 1945.

## Gliederung
Die NSDAP organisierte sich ab 1924 in einem Gau Westfalen, geleitet von dem Freikorps- und späteren SA-Führer Franz Pfeffer von Salomon. 1926 wurde dieser zusammen mit dem Gau Rheinland-Nord in den Gau Ruhr eingegliedert (Gauleiter: Karl Kaufmann). 1928 erfolgte die Teilung des Gau. Aus einem Teil wurde der neue Gau Westfalen gegründet, zum Gauleiter wurde Josef Wagner ernannt, Bochum wurde Gauhauptstadt.

Dieser Gau wurde 1931 in die Gaue Westfalen-Nord mit Alfred Meyer (MdR) als neuen Gauleiter und Westfalen Süd mit Wagner als Gauleiter aufgeteilt. 

Sitz der Gauleitung von 1933–1942, Westfalenbank, Wilhelmstraße

Der Gau Westfalen-Süd war deckungsgleich mit dem preußischen Regierungsbezirk Arnsberg und umfasste demnach das mittlere und östliche Ruhrgebiet, das Sauer- und Siegerland sowie die Hellweg-Zone. Seit 1928 war Bochum Gauhauptstadt. Der Sitz war vor 1933 in der Kanalstraße 40. Ab dem 1. Oktober 1933 wurde der Sitz in die erste und zweite Etage der Westfalenbank, Wilhelmstraße 15, verlegt, genau gegenüber der Bochumer Synagoge. 1942 wurde die Gauverwaltung in die Schillerschule verlegt.
1936 hatte dieser Gau nach dem Gau Sachsen die zweithöchste Bevölkerungsdichte aller NSDAP-Gaue.

## Politische Struktur vor 1933
Das Gebiet war konfessionell und sozial sehr heterogen. Vor 1933 waren im Ruhrgebiet die sozialistische Arbeiterbewegung und im ehemals kurkölnischen Teil des Sauerlandes der politische Katholizismus stark. Hier war die Akzeptanz der NSDAP eher gering. Die parteiamtliche Darstellung von 1938 räumte ein, dass die Organisation im Sauerland bis 1930 kaum vorankam und alte Kämpfer wie Heinrich Teipel inmitten dieser Zentrumshochburg auf verlorenen Posten gestanden hätten. Dagegen habe Richard Manderbach im Siegerland beachtenswerte Erfolge vorzuweisen. Bei den Reichstagswahlen vom Juli 1932 und vom März 1933 konnte die Partei nur im Siegerland die absolute Mehrheit erzielen.
Als Parteiveranstaltungen gab es die Gautage. Der erste Parteitag des Gaues fand 1928 in Bochum mit Ansprachen von Joseph Goebbels und Robert Ley statt. 1930 in Dortmund sprach General Karl Litzmann in der Westfalenhalle. Bei dem Gautag 1931 in Bochum kam es zu Auseinandersetzungen mit der Polizei. Bei dem Gautag 1932 erfolgte ein Besuch Adolf Hitler und Ernst Röhn in Bochumer TuS-Stadion.

## Zeit des Nationalsozialismus
Zum zehnten Jahrestag der Gründung des Gaues Westfalen wurde in Bochum am 27. bis 29. Mai 1938 ein großer Gautag im Stadion und mit Aufmärschen abgehalten.
Wie in anderen Teilen des nationalsozialistischen Staates konkurrierten staatliche Behörden und Einrichtungen der Partei miteinander. Die Staatsseite vertrat der Oberpräsident der preußischen Provinz Westfalen Ferdinand von Lüninck mit der Provinzialverwaltung und den weisungsgebundenen Regierungsbezirken. So gab es während des Zweiten Weltkrieges als Folge des Bombenkrieges seit 1941 den Gauwohnungs- und Siedlungskommissar mit Sitz in Bochum und gleichzeitig eine entsprechende Abteilung im Regierungsbezirk Arnsberg.
Die Gauleiter des Gaus Westfalen-Süd versuchten bis 1944 immer wieder, sich aus der Abhängigkeit von der Provinz Westfalen zu lösen. Sie strebten stattdessen einen eigenständigen Reichsgau oder eine von Münster unabhängige preußische Provinz an. Das Reichsinnenministerium verwahrte sich dagegen. Die Pläne mussten 1944 aufgegeben werden, als Adolf Hitler und Martin Bormann sich ebenfalls dagegen aussprachen. Zum Scheitern trug auch die personelle Diskontinuität an der Spitze des Gaus bei. Gauleiter Wagner, der zugleich bis 1940 den Gau Schlesien leitete, wurde 1941 nach einer Intrige abgesetzt, weil er der Parteileitung zu wenig antikatholisch wirkte. Letztlich war der Gau Westfalen-Süd ein künstliches Gebilde; eine wirkliche Ablösung von Gesamtwestfalen gelang nicht. Die Versuche, eine Gauidentität zu schaffen, blieben begrenzt und scheiterten weitgehend. Bezeichnend ist etwa, dass die Parteizeitung Westfälische Landeszeitung – Rote Erde nicht in „Südwestfälische Landeszeitung“ oder ähnlich umbenannt wurde.
Als Gauleiter hatte der Nachfolger Giesler weitere Funktionen: Preußischer Staatsrat, als Gauwohnungskommissar regionaler Vertreter des Reichswohnungskommissars Robert Ley und ab 6. April 1942 Gaubeauftragter des „Generalbevollmächtigten für den Arbeitseinsatz“, Fritz Sauckel, ferner Reichsverteidigungskommissar für den Gau.
Gegen Kriegsende wurde ab September 1944 noch ein Freikorps Sauerland gebildet. Dieses wurde kurze Zeit später als Gauverband in den Volkssturm eingegliedert, dessen Kommandant der letzte Gauleiter Albert Hoffmann war. Am Ende verkündete er am 13. April 1945 die Auflösung der NSDAP in seinem Bereich.

## Gauleiter
- 1931–1941 Josef Wagner
- 1941–1943 Paul Giesler
- 1943–1945 Albert Hoffmann

Die Stellvertretung der Gauleiter waren
- Stellvertreter 1930–1936 Emil Stürtz
- Stellvertreter 1936 Fritz Bracht
- Stellvertreter 1936–1945 Heinrich Vetter

## NSDAP-Kreisleitungen
- Altena
- Lüdenscheid
- Arnsberg
- Bochum
- Brilon
- Dortmund
- Ennepe-Ruhr
- Hagen, Hamm
- Herne-Castrop-Rauxel
- Iserlohn
- Lippstadt
- Lünen, Meschede
- Olpe
- Siegerland
- Soest
- Unna
- Wanne-Eickel
- Wattenscheid
- Witten
- Wittgenstein